# Мороз Анатолій Миколайович (політик)
Моро́з Анато́лій Микола́йович (нар. 30 квітня 1949, с. Кондинське, Мікоянівський р-н, Тюменська обл., СРСР) — український політик, член Народної Партії, народний депутат України III і IV скликань.

## Біографія
Народився 30 квітня 1949 року в селі Кондинське Мікоянівського району Тюменської області СРСР. За національністю українець.
У 1974–1978 роках отримав освіту в Запорізькому державному педагогічному інституті (зараз Запорізький національний університет), де закінчив історичний факультет за фахом вчитель історії та суспільствознавства. Працював на наступних підприємствах:
- З 1966 — тесля Василівського міжколгоспбуду; токар Токмацького дизелебудівного заводу;
- 1968–1970 — служба в армії;
- З 1970 — тесля будівельного управління; пічник ковальсько-пресового цеху № 16, Токмацького дизелебудівного заводу; шофер, колгоспу ім. Кірова;
- 1974–1978 — студент Запорізького державного педагогічного інституту;
- З 1978 — учитель, а з червня 1979 по червень 1981 — директор Урожайнівської 8-річної школи Токмацького району;
- З 1981 — лектор, зав. відділу, з квітня по вересень 1991 — секретар Токмацького міського комітету КПУ;
- 10.1991-11.1992 — директор Токмацької середньої школи № 6;
- 11.1992-08.1994 — завідувач відділу освіти Токмацької райдержадміністрації;
- З 1994 — заступник голови Токмацького міськвиконкому;
- З 1997 — директор Токмацького міськрайонного центру зайнятості населення;

Був народним депутатом України III скликання з серпня 1998 по квітень 2002 (виборчий округ № 82, Запорізька область). На час виборів працював директором Токмацького міськрайонного центру зайнятості населення. Член фракції Комуністичної партії України (09.1998-12.99), член фракції Селянської партії України (12.1999-02.2000), член фракції Комуністичної партії України (з 02.2000); член Комітету з питань промислової політики (з 10.1998).
Обраний народним депутатом України IV скликання з 04.2002 (виборчий округ № 83, Запорізька область), висунутий КПУ. На виборах за нього проголосувало 21,21% виборців при 12 суперниках. На час цих виборів був народним депутатом України, членом КПУ. У парламенті 4 скликання був членом фракції комуністів (05.2002-03.2005), членом групи «Демократична Україна» (03.-09.2005), членом фракції політичної партії «Вперед, Україно!» (09.-11.2005), членом групи Народного блоку Литвина (з 11.2005), членом Комітету з питань промислової політики та підприємництва (з 06.2002).
В березні 2006 року став кандидатом в народні депутати України від Народного блоку Литвина, № 68 в списку.